# Noein: Mō Hitori no Kimi e
Noein: Mō Hitori no Kimi e (jap. ノエイン もうひとりの君へ) ist eine Anime-Fernsehserie aus dem Jahr 2005.
Die Serie lässt sich den Genres Science-Fiction und Drama zuordnen.

## Inhalt

### Welt
Mittels einer Quantentheorie ist es in der Zukunft möglich geworden, Menschen durch Zeit und Raum in die Vergangenheit zu schicken. Diese Zeitreisen sind riskant und bereiten den Reisenden große Schmerzen.
Auch ist es Kriegern aus einer anderen Dimension durch selbige möglich, mit ihren Händen Energiebälle zu erzeugen, die sie als Offensivwaffe nutzen. Das Erzeugen der Bälle ist mit großen Anstrengungen verbunden und wie die Zeitreisen schmerzhaft.

### Handlung
Das Mädchen Haruka Kaminogi (上乃木 ハルカ) lebt bei ihrer geschiedenen Mutter in Hakodate auf Hokkaidō. Ihr Freund Yū Gotō (後藤　ユウ) wird von seiner Mutter unter Druck gesetzt, dass er an der Universität in Tokio studieren soll und dafür viel lernen muss. Trotz des Verbots seiner Mutter begleitet Yū Haruka und ihre Freunde Ai Hasebe (長谷部 アイ), Isami Fujiwara (藤原 イサミ) und Miho Mukai (向井 ミホ) auf eine Geisterjagd. Dabei wird Haruka von einer Gestalt angegriffen und verfolgt. Später stellt sich ihr noch eine weitere entgegen und auch Yū kommt dazu. Es stellt sich heraus, dass beide Gestalten durch die Zeit gereist und hinter dem magischen Drachenring her sind, den Haruka unsichtbar um den Hals trägt. Der eine nennt sich Karasu (カラス), der andere Noein (ノエイン).
Bald kommt es dazu, dass Haruka durch Karasu und seine Mitstreiter in seine Welt genommen wird. Diese liegt 15 Jahre in der Zukunft, doch die Welt ist völlig verändert. Durch Ereignisse der Quantenmechanik, die neue Technologien nutzten, wurden Zeit und Raum beeinflusst. So stürzte die Welt ins Chaos und schließlich in einen Dritten Weltkrieg. Die wenigen überlebenden Menschen werden nun aus einer anderen Dimension, Shangri La, der Welt Noeins, angegriffen. Die Siedlung von Lachryma, im ehemaligen Hakodate, ist auch davon betroffen und hat daher die Zeitreisetechnik entwickelt und will den Drachenring benutzen, um gegen Shangri La zu kämpfen. Es stellt sich heraus, dass Karasu der Yū der Zukunft ist. Auch seine Mitstreiter sind ehemalige Freunde Harukas aus ihrer Kindheit. Doch Haruka selbst starb durch die Ereignisse, sodass Karasu nun zweifelt, ob es richtig ist, die junge Haruka für die Zwecke Lachrymas zu benutzen. Doch die Forscher Lachrymas sagen, Haruka und ihre Welt seien nur eine Illusion und daher auch Haruka nicht echt.
Bald aber bringt Karasu Haruka wieder zurück in ihre Welt, da er sie dennoch für echt hält und sie beschützen will. Dort forschen inzwischen die Physikerin Ryōko Uchida (内田　涼子) und ihr Partner Kyōji Kōriyama (郡山　京司) nach seltsamen Vorkommnissen in der Stadt, wobei sie auch auf das Verschwinden Harukas stoßen. Sie arbeiten für ein Konsortium, das besonders schnelle Reisen durch die Quantentechnologie ermöglichen will. Bei der Rückkehr von Karasu und Haruka helfen sie diesen und gemeinsam mit deren Freunden stellen sie sich den Kriegern von Lachryma entgegen. Diese werden durch Noein getötet oder schließen sich Karasu an, als sie erkennen, dass diese Welt auch real ist.
Trotz aller Warnungen durch Uchida und Kōriyama wird das Quantentechnologie-Projekt gestartet, was dazu führt, dass die Kriegsmaschinen Shangri Las auch in Harukas Welt eindringen können. Haruka wird mit ihren Freunden in Noeins Welt gezogen. Dieser stellt eine andere Zukunft Yūs dar, der ebenso Haruka verloren hat. Darüber verlor er seine Menschlichkeit und will alle Menschen als körperlose Wesen sich untertan machen. Karasu und Yū aber können ihn besiegen und die Kampfmaschinen Shangri Las werden von Karasus Mitstreitern zurückgeschlagen.

## Veröffentlichung
Die Serie wurde 2005 nach dem Konzept von Regisseur Kazuki Akane vom Studio Satelight produziert. Das Charakter-Design stammt von Takahiro Kishida, künstlerischer Leiter war Takeshi Satō. Die Fernsehserie wurde erstmals ab dem 12. Oktober 2005 kurz nach Mitternacht (und damit am vorigen Fernsehtag) gleichzeitig auf den Sendern Chiba TV und TV Aichi in Japan ausgestrahlt. In den darauf folgenden Tagen begannen die Ausstrahlungen durch Kids Station, Sun TV, TV Kanagawa und TV Saitama. Die Erstausstrahlung wurde am 1. April 2006 beendet.
Der Anime wurde im Jahr 2007 auf Englisch von den Sendern Sci Fi Channel in den USA und Super Channel in Kanada ausgestrahlt. Manga Entertainment vertreibt die Serie auf DVD in Großbritannien. Sie wurde außerdem auf Italienisch übersetzt.

### Synchronisation
| Rolle           | japanischer Sprecher (Seiyū) |
| --------------- | ---------------------------- |
| Yū Gotō         | Fujiko Takimoto              |
| Haruka Kaminogi | Haruka Kudō                  |
| Karasu          | Kazuya Nakai                 |
| Asuka Kaminogi  | Akemi Okamura                |
| Miyuki Gotō     | Atsuko Tanaka                |
| Miho Mukai      | Kaori Nazuka                 |
| Noein           | Kazuya Nakai                 |
| Kyōji Koriyama  | Keiji Fujiwara               |
| Atori           | Ken’ichi Suzumura            |
| Takuya Mayuzumi | Kenta Miyake                 |

### Musik
Die Musik der Serie wurde komponiert von Hikaru Nanase. Der Vorspanntitel Idea stammt von Eufonius. Für den Abspann verwendete man Yoake no Ashioto von Solua.

## Rezeption
Laut der deutschen Fachzeitschrift MangasZene ist die Handlung der Serie zunächst durch wechselnde Schauplätze und Charaktere verwirrend, biete jedoch eine spannende Geschichte und sei besonders Mystery und Science-Fiction-Fans zu empfehlen. Die schlichten Charakterdesigns passten nicht immer zu den aufwendigen Computeranimationen.